# Marianentrog

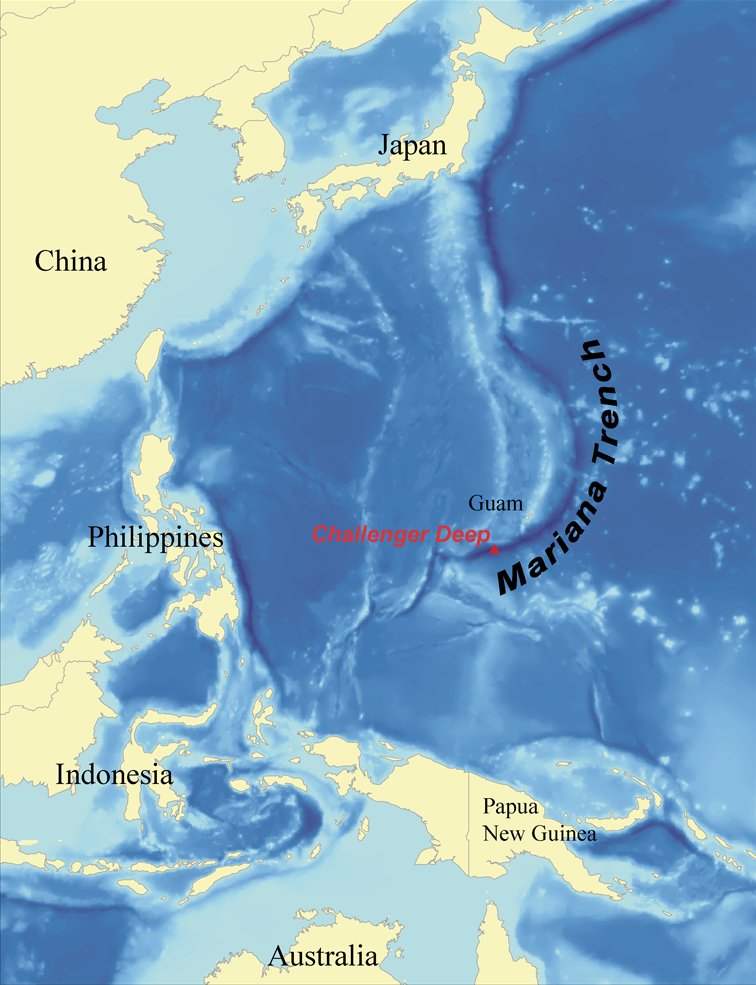
Ligging van de Marianentrog

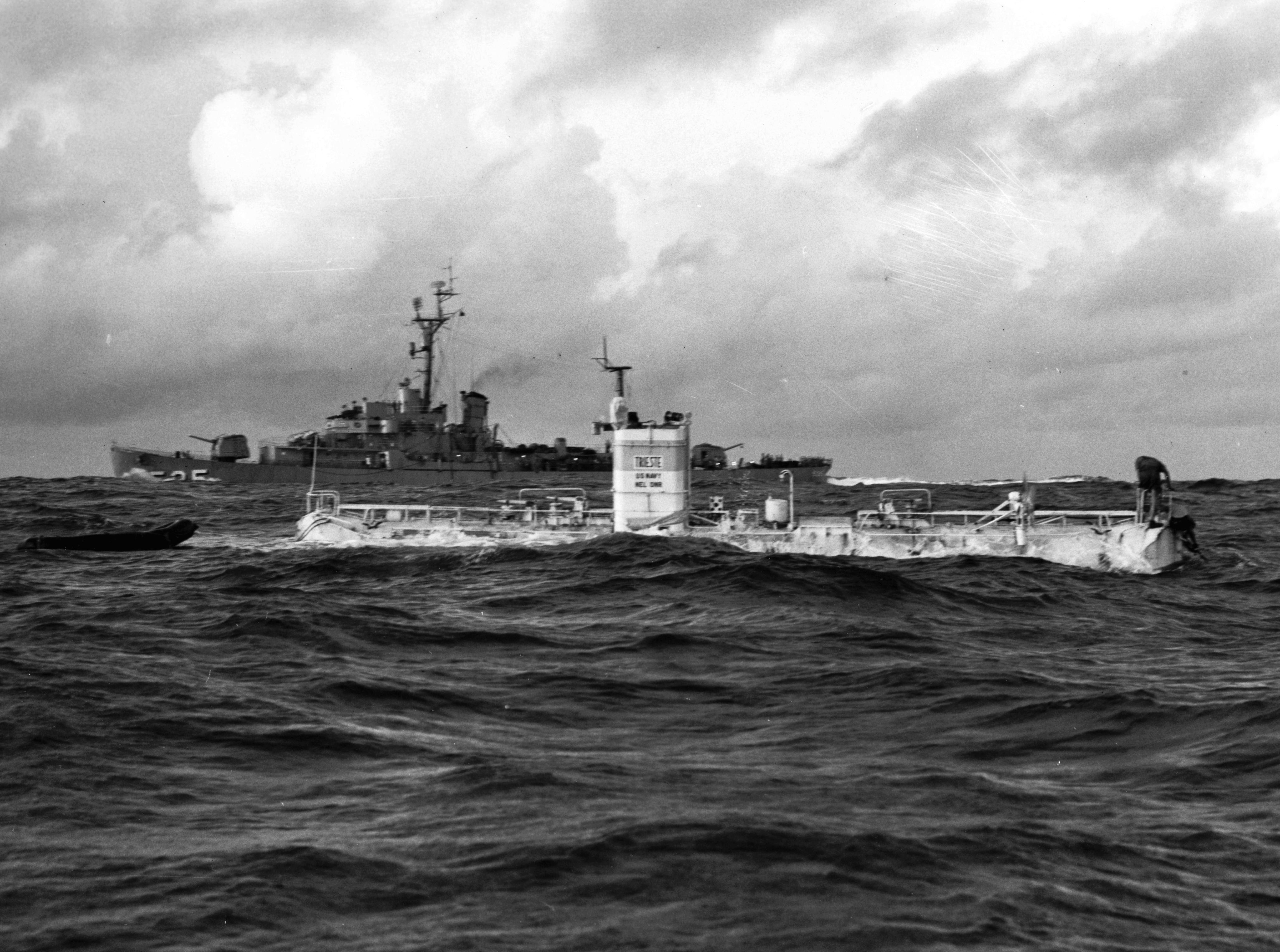
De bathyscaaf Trieste, net voor het neerdalen op 23 januari 1960.

De Marianentrog is met een diepte van ongeveer 11 kilometer de diepst bekende plek in de oceaan. De trog is gelegen ten oosten van de Marianen. De trog is ongeveer 2500 km lang en loopt in een boog van het noordoosten naar het zuidwesten. De trog heeft een gemiddelde breedte van zo'n 70 km maar is in het zuidwesten bij het vulkanische eiland Guam, op het punt van de Marianentrog, ongeveer 338 km breed. Op de bodem heerst een druk van ongeveer 108,6 MPa (= 108.600.000 Pa), meer dan 1000 keer zo hoog als die aan de oppervlakte.

## Ontstaan
De Marianentrog is ontstaan doordat de Pacifische Plaat door de platentektoniek onder de Filipijnse Plaat is geschoven, waardoor onder andere ook het eiland Guam is opgestuwd.

## Onderzoek
Het meten van dit soort dieptes is moeilijk. De snelheid van geluid in water, waarmee een normaal echolood werkt, varieert met de zoutgraad die op grote dieptes echter niet bekend is. Een sonde naar beneden sturen en op de bodem de druk meten werkt niet doordat (alweer) de zoutgraad van alle waterlagen erboven niet bekend is. Door deze omstandigheden moet rekening worden gehouden met  meetverschillen van ongeveer een procent.
Het diepste punt van de Marianentrog en tevens het laagste punt van de zeebodem, ligt op 11.034 m, de Vitjazdiepte genaamd. Deze meting van de Russische onderzeeboot Vitjaz wordt overigens door velen als onbetrouwbaar beschouwd. Na het Five Deeps-project en publicatie in 2021 van een nieuw wetenschappelijk rapport in het Geoscience Data Journal, wordt de Challengerdiepte (10.925 ± 4 m) beschouwd als diepste punt op aarde.
Op 23 januari 1960 om 13:06 bereikte de bathyscaaf Trieste van de United States Navy de bodem, met luitenant Don Walsh en Jacques Piccard aan boord. Men gebruikte ijzeren bolletjes als ballast en petroleum voor de opwaartse kracht. De boordmeter gaf in het begin een diepte van 11.521 meter aan, maar dat werd later gereduceerd tot 10.916 meter. Op deze diepte verwachtte men nauwelijks levende wezens, maar toch ontdekten Walsh en Piccard schol en bot, met lengtes tot 30 cm. Op de rotsachtige bodem kropen ook garnalen rond.
Als record voor de nauwkeurigste meting kennen we de Japanse diepzeesonde Kaikō, die op 24 maart 1995 onbemand tot de bodem van de trog neerdaalde en een diepte van 10.911 meter registreerde.  
De Woods Hole Oceanographic Institution (WHOI) heeft in mei 2009 een nieuwe sonde (de Nereus) de trog in gestuurd. Op 31 mei 2009 raakte hij de bodem. Deze meting registreerde een diepte van 10.902 meter.
Op 26 maart 2012 is regisseur James Cameron teruggekeerd van een afdaling tot 10.898 meter diepte. In 2019 daalde de Amerikaanse ontdekkingsreiziger Victor Vescovo af naar een diepte van 10.928 m, waarmee hij een nieuw record vestigde.